# Baryon

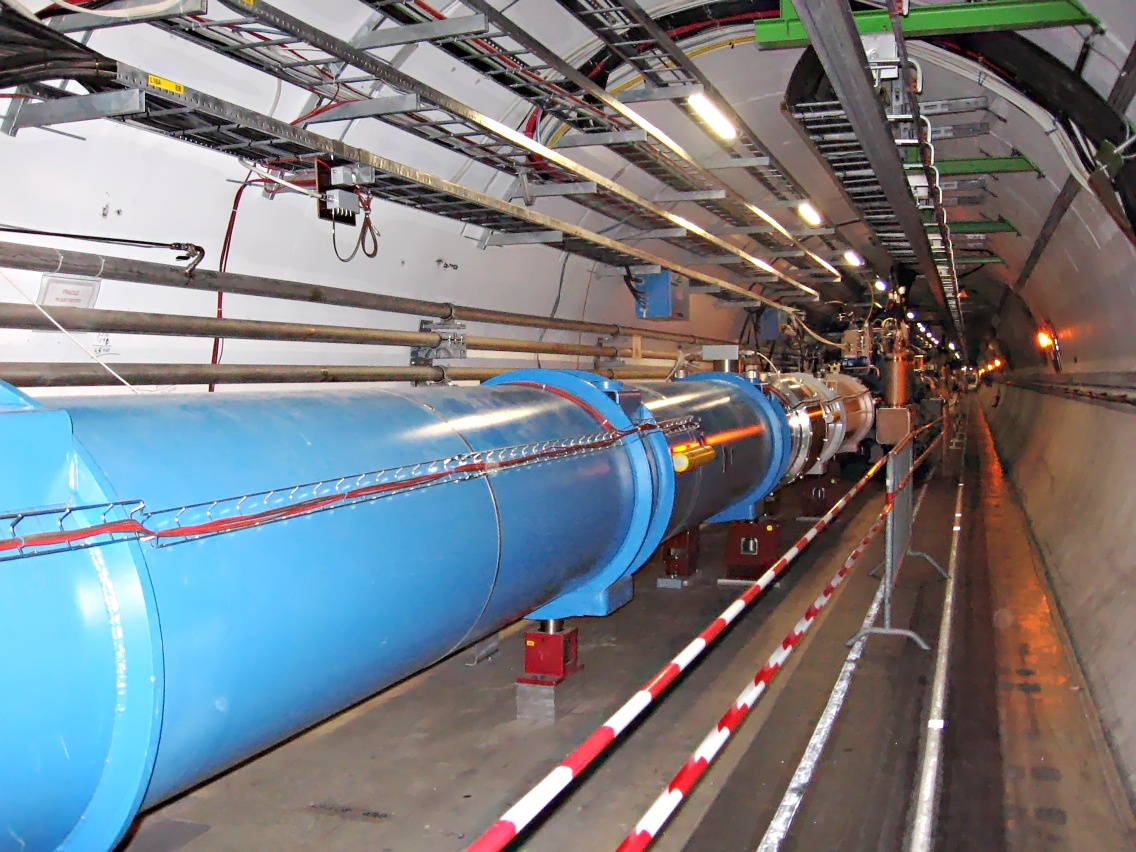
LHC hadronkolliderare

Baryoner, från grekiskans βαρύς, barýs, "tung", är subatomära partiklar som består av tre kvarkar som alla har olika färgladdning. Detta skiljer baryonerna från mesoner som består av en kvark och en antikvark. Protonen och neutronen är exempel på baryoner.
Baryoner är (i likhet med mesonerna) en kategori av hadroner (partiklar bestående av kvarkar).

## Baryoner
- Proton
- Neutron
- Lambdabaryon
- Deltabaryon
- Sigmabaryon
- Xibaryon
- Omegabaryon

Protonen och neutronen kallas med ett samlingsnamn nukleoner.